# Velveteen

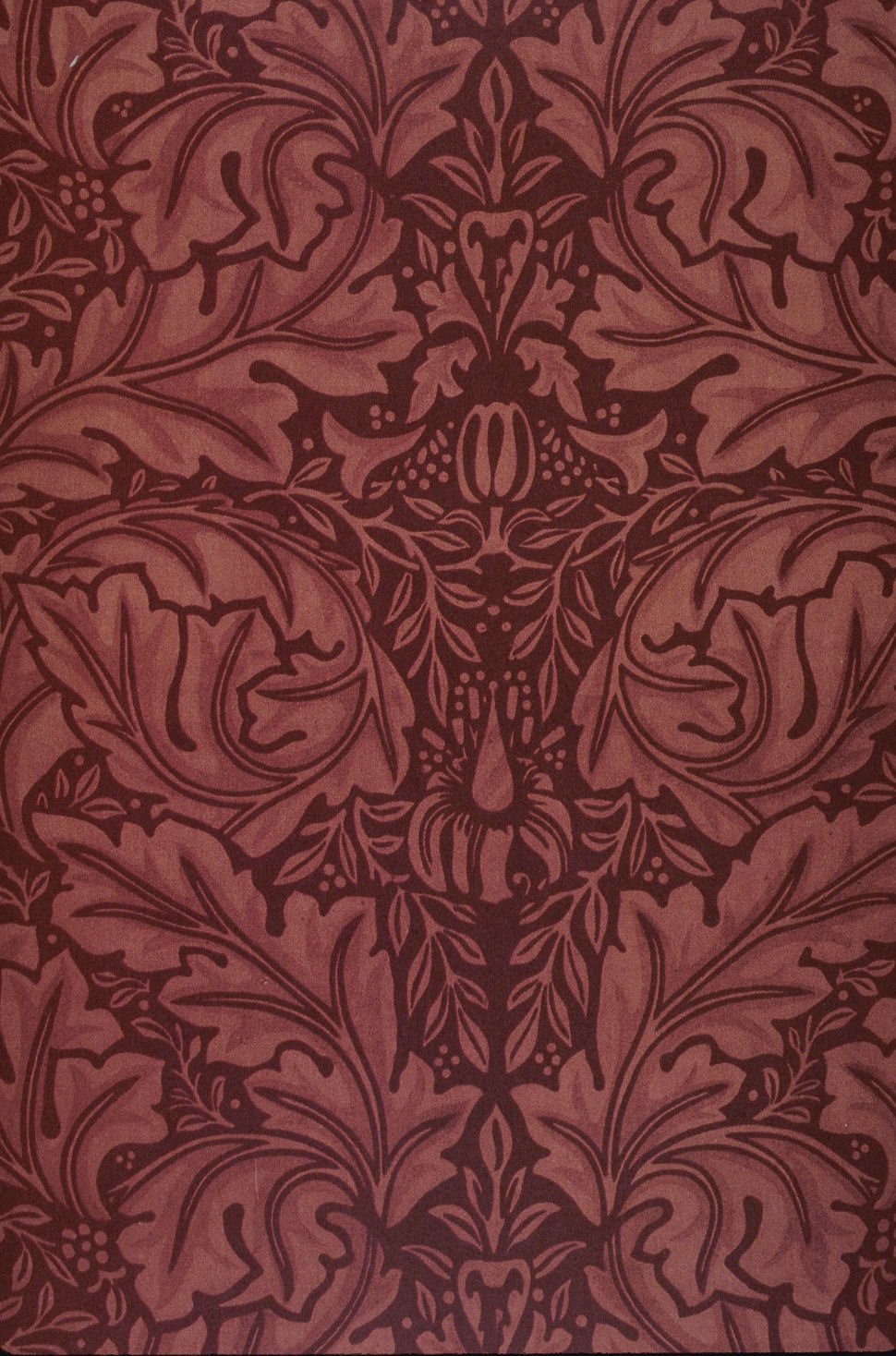
Blocktryckt velveteentyg, formgivet av William Morris

Velveteen är en tät sammet med tät lugg och tryckt mönster.
Velveteen är normalt gjort av bomull, men kan också användas för tyg av en blandning av silke och bomull. Tyget används för kvinno- och barnkläder samt för draperier och sängöverkast.
Tyget har en tät och kort uppåtstående framsida och en slät baksida.